# Aphilopota cardinalli
Aphilopota cardinalli là một loài bướm đêm trong họ Geometridae.